# 宮地晴子
宮地 晴子（みやじ はるこ、1933年8月13日 - ）は、日本の元女優、声優、タレント。満洲国新京市（現・長春市）出身。元夫はカントリー歌手のジミー時田（1975 - 1981）。

## 出演作品

### テレビドラマ
- 日真名氏飛び出す（1955年、KRT）
- 不道徳教育講座 第1話「弱い者をいじめるべし」（1959年、CX）
- JNR公安36号 第3話「トゲのある花」（1962年、NET / 東映）
- 快獣ブースカ 第17話「ブー冠・王冠・とんちんかん」（1967年、TBS / 円谷プロ） - ニール
- 七つの顔の男（1967年、NET / 東映）
- 素浪人 月影兵庫 第2シリーズ 第36話「父よあなたは弱かった」（1967年、NET / 東映京都）
- 忍者ハットリくん+忍者怪獣ジッポウ 第11話「ジッポウはお風呂が嫌いでござる」（1967年、NET / 東映） - 社長夫人
- 野次馬がいく 第13話「おお!仇討ち」（1967年、NET / 東映京都）
- フジ三太郎（1968年、TBS）
- 嫁ゆかば 第9話「愛の手ほどき教えます」（1969年、NTV / 東宝）
- 素浪人 花山大吉 第17話「美人だらけの町だった」（1969年、NET / 東映）
- おむすびコロリン 第8話「三千万円はハシタ金」（1969年、TBS / 国際放映） - 夕子
- 新婚さん旧婚さん（1969年、NTV） - みさ子
- 人形佐七捕物帳 第13話「ほおづき大尽」（1971年、NET / 東宝） - お蔦
- おもちゃ屋ケンちゃん（1973年、TBS / 国際放映） - 安子

### 映画
- 浅草紅団（1952年、大映） - あい子
- 喜劇 駅前番頭（1966年、東宝） - 浩子
- コント55号 世紀の大弱点（1968年、東宝） - チロルのマダム
- コント55号 人類の大弱点（1969年、東宝） - 木村秋子
- 東京⇔パリ 青春の条件（1970年、松竹） - 皆川悦子
- ハレンチ学園 タックルキッスの巻（1970年、ダイニチ映配） - 母親

### テレビアニメ
- ペネロッピー絶体絶命 - ペネロッピー・ピットストップ

### 人形劇
- ひょっこりひょうたん島 - メンメリアス

### ミュージカル
- 見上げてごらん夜の星を（1960年7月）

### バラエティ番組
- サンデー志ん朝（1962年 - 1965年、CX）
- まんがシンチョー（1966年、CX）
- 爆笑大学 ただ今授業中（1967年 - 1968年、TBS / 朝日放送）